# Györgyfölde
Györgyfölde (1899-ig Jurko-Volya, szlovákul: Jurkova Voľa, ukránul: Jurkova Volja) község Szlovákiában, az Eperjesi kerület Felsővízközi járásában.

## Fekvése
Felsővízköztől 5 km-re északnyugatra, az Ondava mellett fekszik.

## Története
A falu a feljegyzések szerint már a 14. században létezett. A 15. században ruszinokkal telepítették be. A mai település alapítása 1573 és 1598 közé esik. A makovicai uradalomhoz tartozott. 1600-ban „Vollia Stredni Szuidnicze” néven bukkan fel először. 1618-ban „Jurkowolia”, „Jurkowauolya” a neve. 1713-14-ben majdnem elnéptelenedett. 1787-ben 40 házában 262 lakos élt.
A 18. század végén Vályi András így ír róla: „JÚRKO VOLGA. Tót falu Sáros Várm. lakosai katolikusok, határja őszi gabonát is termő, erdeje, legelője van.”
1828-ban 41 háza volt 329 lakossal, akik főként mezőgazdasággal, állattartással foglalkoztak.
Fényes Elek 1851-ben kiadott geográfiai szótárában így ír a faluról: „Volya (Jurkó), Sáros v. orosz f. ut. p. Orlichhoz 1/2 órányira: 329 gör. kath. lak.”
1914-15-ben orosz csapatok szállták meg. 1920 előtt Sáros vármegye Felsővízközi járásához tartozott.

## Népessége
| Év:            | 1994. | 2004.    | 2014. | 2024.   |
| -------------- | ----- | -------- | ----- | ------- |
| Emberek száma: | 88    | 75       | 84    | 77      |
| Eltérés:       |       | -14,77 % | +12 % | -8,33 % |

| Év:            | 2023. | 2024.   |
| -------------- | ----- | ------- |
| Emberek száma: | 79    | 77      |
| Eltérés:       |       | -2,53 % |

1910-ben 232, túlnyomórészt ruszin lakosa volt.
2001-ben 84 lakosából 41 szlovák 34 ruszin és 8 ukrán volt.
2011-ben 83 lakosából 40 szlovák és 32 ruszin.

## Nevezetességei
Görögkatolikus temploma 1874-ben épült.